# キプチョク駅
キプチョク駅（ウズベク語: Qipchoq bekati）はウズベキスタンのタシュケントセルゲリ地区にある、タシュケント地下鉄環状線の駅。

## 沿革
2024年3月11日、クルヴチラル-キプチョク間開通時に駅が開業。
開業前の仮称は14駅（ウズベク語: 14-Bekat）と呼ばれていたが、市民へのアンケート調査の結果、2023年8月9日に正式に「キプチャク」駅と命名された。

## 駅構造
島式ホーム1面2線を有する地上駅。ホーム南端に出口方面の階段・エスカレーター・エレベーターが設けられている。
チランザール線チノール駅へは改札外乗り換えで、通しの料金で乗り継ぐことができずチノール駅で再度運賃を支払うことになる。駅直結のキプチョク通り（Qipchoq koʻchasi）を跨ぐ跨道橋を通ってチノール駅に向かうことができる。

## 駅周辺
- キプチャク通り
- ミルゾ・トゥルスンゾダ（英語版）通り
- ヤンギハヨート地区公共サービスセンター

## 隣の駅
タシュケント地下鉄
 環状線
トゥロン駅 - キプチョク駅